# Il castello dalle cinquantasette lampade
Il castello dalle cinquantasette lampade è un film del 1920 diretto da Toddi diviso in 2 episodi.